# 第5師団 (日本軍)
| （左・被爆前、右・被爆後）被爆前後の広島城本丸周辺。広島鎮台（上写真）は本丸中央に置かれ後に第5師団司令部となり、日清戦争勃発後広島大本営となった。大本営設置後は本丸内の左下3つ並ぶ建物が司令部となり、戦中は中国軍管区司令部。 |  | （左・被爆前、右・被爆後）被爆前後の広島城本丸周辺。広島鎮台（上写真）は本丸中央に置かれ後に第5師団司令部となり、日清戦争勃発後広島大本営となった。大本営設置後は本丸内の左下3つ並ぶ建物が司令部となり、戦中は中国軍管区司令部。 |
| （左・被爆前、右・被爆後）被爆前後の広島城本丸周辺。広島鎮台（上写真）は本丸中央に置かれ後に第5師団司令部となり、日清戦争勃発後広島大本営となった。大本営設置後は本丸内の左下3つ並ぶ建物が司令部となり、戦中は中国軍管区司令部。 |  | |

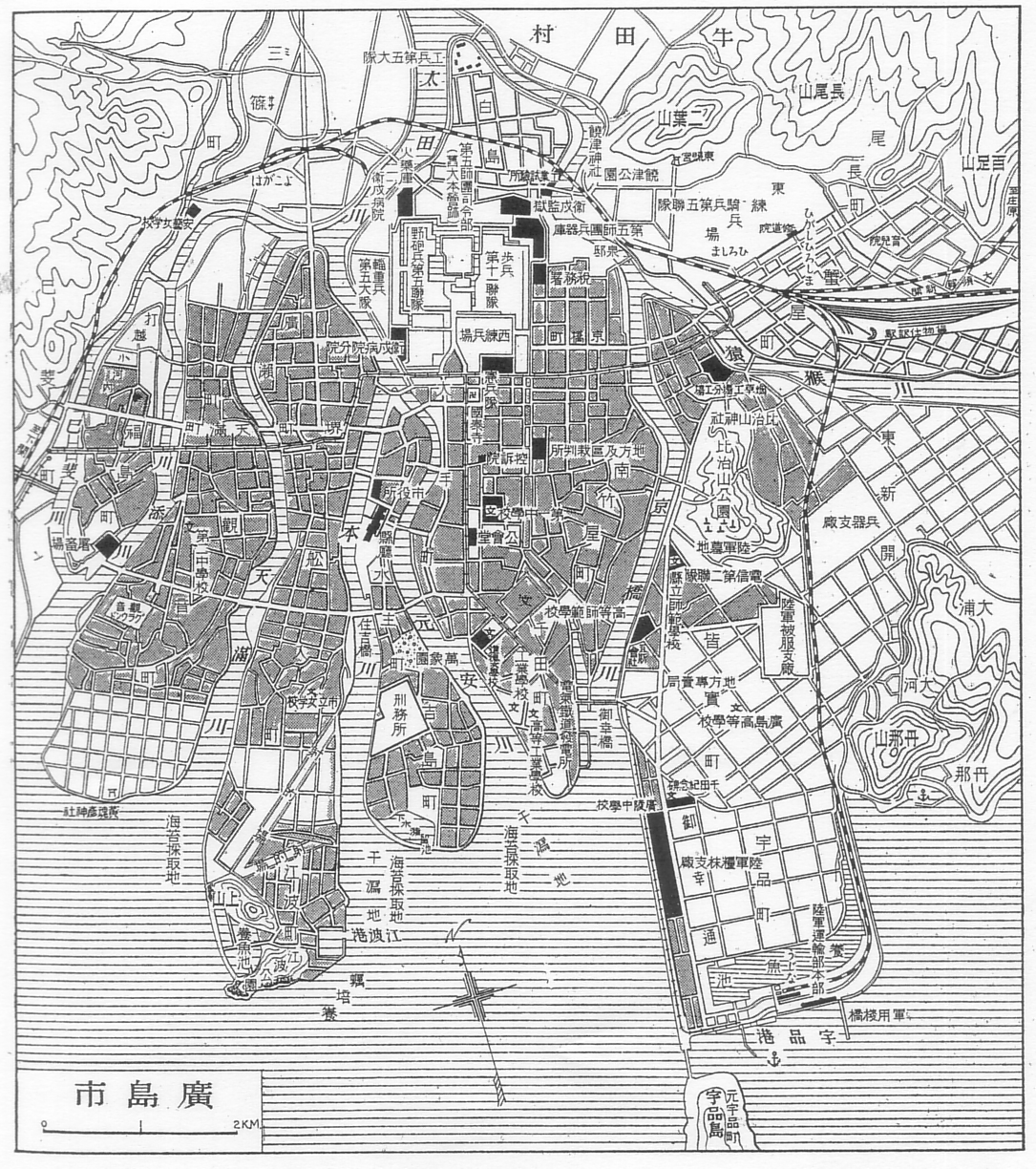
1930年頃（昭和初頭）の広島市の地図。第5師団は地図上の中央やや上の広島城内にあり、周辺も含めて日本軍の施設が集中した。宇品港まで官設鉄道宇品線が敷設されており、迅速に派兵できるようになっている。

第5師団（だいごしだん）は、大日本帝国陸軍の師団のひとつ。
1873年（明治6年）に設置された広島鎮台を母体に1888年（明治21年）5月14日に編成された。衛戍地を広島とし、第5師管を管轄した。日清戦争から大東亜戦争（太平洋戦争・第二次世界大戦）まで日本が関わった戦争の多くに参加した。

## 戦歴

### 日清戦争
1894年（明治27年）の日清戦争では他の師団に先駆けて大島義昌少将指揮の大島旅団（混成第9旅団）を編成し派遣した。同年7月28日に大島旅団は朝鮮王国の首都漢城（現・韓国ソウル特別市）南方で大清帝國陸軍と交戦した（成歓の戦い）。これは明治維新以後初めて日本の軍隊が外国の近代陸軍と交戦したものであり、僅か1日の武力行使で帝國陸軍の勝利に終わるという大戦果を挙げた。旅団はこの後平壌攻略戦（9月15日）、鴨緑江渡河作戦（10月24日）を経て12月には大清帝國の奉天に進出し、1895年（明治28年）3月には牛荘の戦いに参加した。同年4月17日の下関条約締結で戦争は終結した。

### 義和団の乱
1900年（明治33年）の義和団の乱（北清事変）では義和団鎮圧に出動し、天津と塘沽の警備に当たるとともに、北京に向けて進撃する八カ国連合軍の中核となり、8月5日には北倉の戦いにおいてほぼ単独で勝利し、8月14～16日には北京の戦いに参加した。第五師団は外国の観戦武官たちから、その武勇、能力、軍紀の高さを称賛された。

### 日露戦争
日露戦争では野津道貫大将指揮の第4軍に属して、沙河会戦、黒溝台会戦、奉天会戦に参加し、1911年（明治44年）から2年間、満洲駐剳を命ぜられ、同年4月30日に師団司令部は遼陽へ移転し5月1日より事務を開始。1913年（大正2年）4月19日、師団司令部が広島に帰還した。

### シベリア出兵
1919年（大正8年）にはシベリア出兵に参加し、同年8月24日に全部がシベリアに到着。1922年6月24日任務終了。

### 日中戦争
1937年（昭和12年）日中戦争が勃発すると、7月27日には支那駐屯軍隷下となり華北に出動、8月14～27日にチャハル作戦に参加するとともに、１個連隊は京漢線作戦に参加した。その後、8月31日には支那駐屯軍が廃止され北支那方面軍が新設されると北支那方面軍直轄師団となり太原攻略戦に参戦した。この中で第21連隊第3大隊は9月24日平型関で待ち伏せ攻撃を受けて全滅した。1938年（昭和13年）3月30日に第2軍に編入され徐州会戦を戦い、同年9月19日には第21軍に編入され華南に転じ広東作戦を戦い、11月29日に第12軍隷下となり華北に戻る。12月には崑崙関の戦いで第21連隊が包囲されかなりの損害を受けたものの、翌1939年（昭和14年）1月に脱出した。10月16日には第5師団はふたたび華南の第21軍隷下となった。
1940年（昭和15年）2月9日には第21軍の廃止後に新設された第22軍に編入され、9月22日の北部仏印進駐の主力となった。その後すぐにフランス領インドシナの警備を命ぜられた。

### 太平洋戦争
中国での戦闘経験と戦歴から、第5師団は帝国陸軍の精鋭部隊の一つと見なされていた。このため、太平洋戦争開戦前の1940年（昭和15年）10月12日に大本営直轄となった。1940年11月30日発令の軍令甲第57号で、馬匹を自動車にかえる編制替えを受けた。マレーでの作戦に備えたもので、12月6日には、熱帯地域での上陸作戦の訓練を命じられた。第5飛行集団とともに九州での上陸戦演習に参加するなどの上陸訓練の後、1941年（昭和16年）11月6日南方軍(総司令官寺内寿一元帥陸軍大将)隷下の第25軍(山下奉文中将)に編入、南方作戦に投入された。

#### マレー作戦

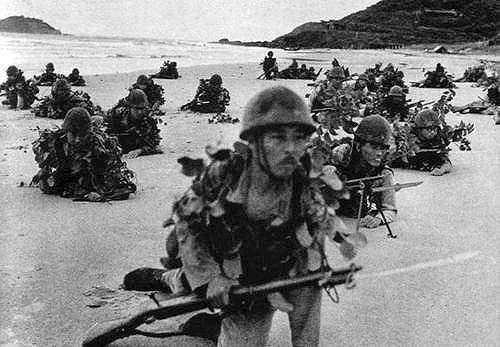
1941年12月、マレー作戦において浜辺に上陸した第五師団の兵士たち

12月8日の開戦とともにイギリス領マラヤに向け、タイ王国ソンクラー県のシンゴラとパッターニー県パタニから上陸して、主にインド第11歩兵師団と戦い、12月11日のジットラの戦いでは勝利したものの、12月30日のカンパルの戦いではかなりの損害を受け、翌1942年（昭和17年）1月6日のスリム川の戦いにおいて勝利した。スリム川の戦いでは、戦車の支援を受けた第5師団歩兵第41連隊が、16マイルにわたって英軍の防御陣地を前進し、インド第11歩兵師団を粉砕し、推定で3,000人の損害を与えた。1月11日にはクアラルンプールを占領した。ムアールの戦いの中で第5師団はGemensah橋でオーストラリア第8師団の頑強な抵抗を排して、1月22日にシンガポールへの道を開いた。

#### シンガポールの戦い

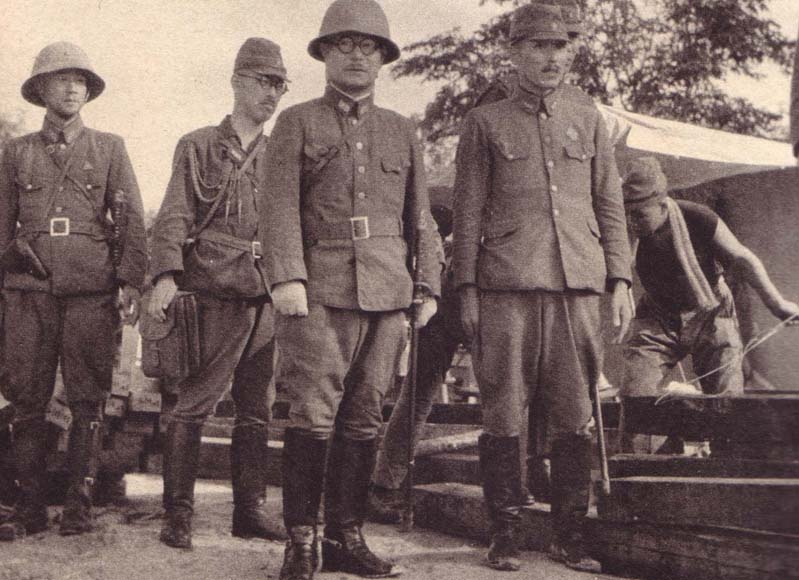
シンガポールの戦いのときの松井太久郎中将（第5師団長）

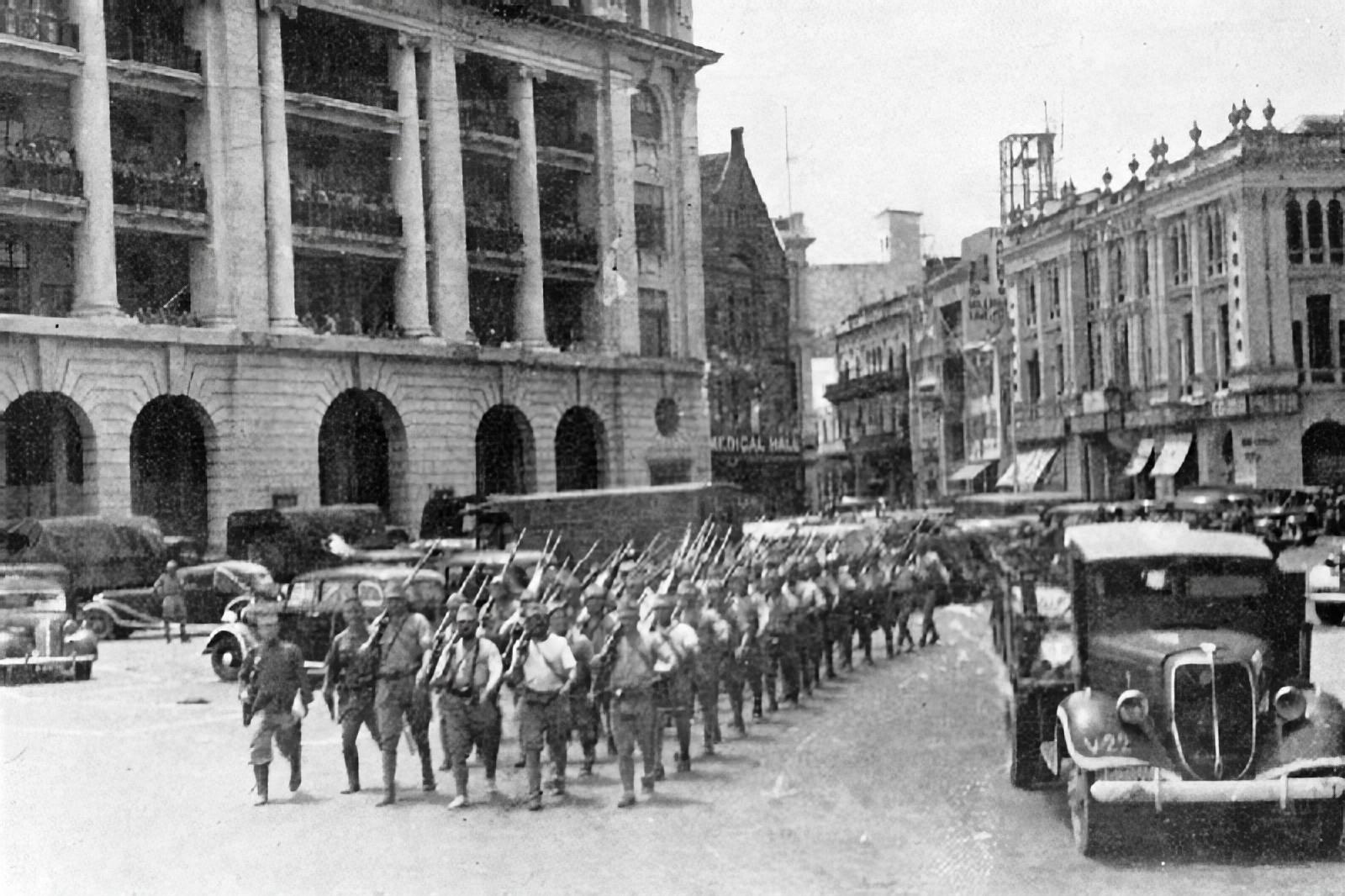
シンガポールの戦いの後、同市内中心部を行進する日本兵たち

第5師団はシンガポール攻略の主力となり、1942年2月8日夜、第5師団の6個大隊が、第18師団とともに上陸用舟艇を用いてジョホール海峡を渡った。
シンガポール側ではサリンブン(Sarimbun)浜を第22オーストラリア旅団の2個中隊で守っており、これを1個機関銃中隊、3個砲兵中隊、1個対戦車中隊が支援していた。日本軍は英軍の防衛線を突破して、深夜にオーストラリア軍は後退して、第5師団は Ama Keng 村へ突入し、ここで山下大将に作戦成功を伝えるための赤色の照明弾を撃ち上げた。

この勝利の後、第5師団は直ちにシンガポール内部の戦略的目標に向けて移動し、2月9日にはテンガー飛行場を占領した。第5師団は第22オーストラリア旅団や、飛行場警備のジンド・インド歩兵大隊と戦った。2月11日には激戦の末、シンガポールを南北に貫くブキティマ通りを占領した。その4日後、シンガポールは降伏した。

#### フィリピン作戦
1942年3月に隷下の歩兵第9旅団司令部及び歩兵第41連隊の基幹部分（河村支隊）がフィリピン方面の掃討作戦に回され、7月にはそのまま南海支隊への増援としてニューギニアの戦いに投入された。同連隊はその後に第30師団隷下に移ったため、第5師団は3単位師団に変わった。
河村支隊（指揮官河村参郎少将。兵力4160名）は1942年4月16～18日にパナイ島へ上陸し、同月20日には、米比連合軍（兵力7000名）を海岸から退けた。その後、河村支隊は1942年5月3日にミンダナオ島に上陸し、激戦の末、同月10日に米比連合軍を降伏させた。
歩兵第41連隊の残りは再編されて矢沢支隊となり、当初はルソン島北岸のカガヤンに配備された。その後、転進して1942年6月28日にはダバオ市に上陸し、南海支隊（指揮官:堀井富太郎少将）の増援に回された。

#### ニューギニア作戦
1942年7月18日、南海支隊は戦車中隊と近接支援砲兵中隊の増援を受けて、1942年7月31日にポートモレスビー作戦への参加を命ぜられた。1942年8月16日にラバウルの中継地点に到着し、1942年8月19日に矢沢支隊は聖川丸、妙高丸乗船して、1942年8月21日ニューギニア島のゴナに上陸した。ココダ道の戦いの間、矢沢支隊は予備兵力として待機していた。ココダ道の戦いが内陸に進んだ1942年9月6～9日の峠での戦いの間、矢沢支隊はブナ近辺のギルア川口への道を開き、そこで1942年9月24日から始まった補給物資や増援部隊の揚陸の安全を確保していた。1942年10月29日、144連隊などの退却の援護のため、矢沢支隊は内陸のオイヴィ谷で防御に当たっていた。1942年11月4日、オーストラリア軍が優勢な兵力で攻撃し、矢沢支隊を潰走させた。矢沢支隊の残る900名は辛うじて包囲を脱出して北東のAjura Kijala山地の密林の中へ逃げた。オイヴィ谷に残っていた部隊は1942年11月28日までに掃討された。矢沢支隊の敗残兵は11月28日までにゴナの北のクムシ川河口付近に到達したが、重装備を全て放棄してきた上にマラリア罹患率がほぼ100％であったため、ほぼ戦闘力を失っていた。このため、マラリヤにやられた兵の大部分は11月29日にギルア河口まで上陸用舟艇で送られたが、連合軍の航空攻撃により海上で数百名を失った。健康な兵は陸上行軍して12月2日にギルア河口に到着した。1942年12月31日、矢沢大佐は敗残兵を寄せ集めた混成部隊を伴って、ブナへの絶望的な救援任務を命令した。1943年1月2日、ブナが陥落し、任務は撤回されたが、それでもなお矢沢支隊は連合軍の戦闘哨戒隊と戦闘してブナから逃げてくる約190名の兵の救出した。1943年1月20日、ゴナへの撤退が失敗し、矢沢支隊は壊滅した。日本軍の前線に戻れたのはわずか数名のみであった。

#### その後
1943年（昭和18年）1月に師団は第19軍隷下となるが、1945年（昭和20年）2月28日に第19軍は廃止、第2軍隷下となった。大戦後半は地上戦に参加する機会はなく、島嶼防衛用の海洋編制師団への改編途上、モルッカ諸島（現・インドネシア共和国マルク州）のセラム島で終戦を迎えた。
終戦直前には、部隊移動に病院船を使用した戦争犯罪が発覚して拿捕され、1500人以上の将兵がアメリカ軍の捕虜となる橘丸事件を起こしている。師団長の山田清一中将と参謀長の浜島厳郎大佐は、8月15日敗戦の報に接すると橘丸事件の責任を取って自決した。

なお、広島市に残った留守第5師団は、1945年8月6日の広島原爆投下で壊滅するも、第59軍や中国軍管区と共に被爆した市民の救護にあたり、陸軍省廃止まで存続。任務を厚生省および社団法人日本赤十字社に引き継いで解散した。

## 歴代師団長
- 野津道貫 中将：1888年（明治21年）5月14日 - 1894年（明治27年）11月29日
- 奥保鞏 中将：1894年（明治27年）11月29日 - 1896年（明治29年）10月14日
- 山口素臣 中将：1896年（明治29年）10月14日 - 1904年（明治37年）3月17日
- 上田有沢 中将：1904年（明治37年）3月17日 - 1904年（明治37年）11月2日
- 木越安綱 中将：1904年（明治37年）11月2日 - 1909年（明治42年）9月3日
- 大谷喜久蔵 中将：1909年（明治42年）9月3日 - 1915年（大正4年）5月24日
- 小原伝 中将：1915年（大正4年）5月24日 - 1917年（大正6年）8月6日
- 福田雅太郎 中将：1917年（大正6年）8月6日 - 1918年（大正7年）10月10日
- 山田隆一 中将：1918年（大正7年）10月10日 - 1919年（大正8年）3月8日
- 鈴木荘六 中将：1919年（大正8年）3月18日 - 1921年（大正10年）6月15日
- 山田陸槌 中将：1921年（大正10年）6月15日 - 1923年（大正12年）8月6日
- 岸本鹿太郎 中将：1923年（大正12年）8月6日 - 1926年（大正15年）7月28日
- 牧達之 中将：1926年（大正15年）7月28日 - 1928年（昭和3年）8月10日
- 原口初太郎 中将：1928年（昭和3年）8月10日 - 1930年（昭和5年）8月1日
- 寺内寿一 中将：1930年（昭和5年）8月1日 - 1932年（昭和7年）1月9日
- 二宮治重 中将：1932年（昭和7年）1月9日 - 1934年（昭和9年）3月5日
- 小磯國昭 中将：1934年（昭和9年）3月5日 - 1935年（昭和10年）12月2日
- 林桂 中将：1935年（昭和10年）12月2日 - 1937年（昭和12年）3月1日
- 板垣征四郎 中将：1937年（昭和12年）3月1日 - 1938年（昭和13年）5月25日
- 安藤利吉 中将：1938年（昭和13年）5月25日 - 1938年（昭和13年）11月9日
- 今村均 中将：1938年（昭和13年）11月9日 - 1940年（昭和15年）3月9日
- 中村明人 中将：1940年（昭和15年）3月9日 - 1940年（昭和15年）10月15日
- 松井太久郎 中将：1940年（昭和15年）10月15日 - 1942年（昭和17年）5月11日
- 山本務 中将：1942年（昭和17年）5月11日 - 1944年（昭和19年）10月2日
- 山田清一 中将：1944年（昭和19年）10月2日 - 1945年（昭和20年）8月15日
- 小堀金城 少将（師団長代理）：1945年（昭和20年）8月15日

## 歴代参謀長
- 塩屋方圀 砲兵大佐：1888年（明治21年）5月14日 - 1892年2月3日[14]
- 福原豊功 歩兵大佐：1892年（明治25年）2月6日 - 1894年6月6日[15]
- 上田有沢 歩兵大佐：1894年（明治27年）6月6日 - 1896年10月15日[16]
- 大迫尚道 砲兵中佐：1896年（明治29年）10月15日[17] - 1898年12月23日[18]
- 小泉正保 歩兵大佐：1898年（明治31年）12月23日 - 1900年4月25日[19]
- 石橋健蔵 歩兵中佐：1900年（明治33年）4月25日 - 1901年4月8日[20]
- 永田亀 砲兵大佐：1901年（明治34年）4月8日 - 1902年5月5日[21]
- 仁田原重行 歩兵大佐：1902年（明治35年）5月5日 - 1905年4月9日[22]
- 野島忠孝 歩兵中佐：1905年（明治38年）4月9日[23] - 1907年7月30日[24]
- 古海厳潮 歩兵中佐：1907年（明治40年）7月30日 - 1909年11月30日[25]
- 新免行太郎 砲兵大佐：1909年（明治42年）11月30日 - 1912年4月26日[26]
- 石坂善次郎 砲兵大佐：1912年（明治45年）4月26日 - 1915年4月21日[27]
- 吉江石之助 歩兵大佐：1915年（大正4年）4月21日 - 1917年8月6日[28]
- 西原為五郎 歩兵大佐：1917年（大正6年）8月6日 - 1918年9月9日[29]
- 二子石官太郎 歩兵大佐：1918年（大正7年）9月9日 - 1922年8月15日[30]
- 山本鶴一 歩兵大佐：1922年（大正11年）8月15日 - 1923年8月6日[31]
- 深見新之助 歩兵大佐：1923年（大正12年）8月6日 - 1926年3月2日[32]
- 松井栄雄 歩兵大佐：1926年（大正15年）3月2日 - 1928年8月10日[33]
- 松田巻平 歩兵大佐：1928年（昭和3年）8月10日 - 1930年3月6日[34]
- 安藤利吉 歩兵大佐：1930年（昭和5年）3月6日 - 1931年3月11日[35]
- 岩松義雄 歩兵大佐：1931年（昭和6年）3月11日 - 1932年1月9日[36]
- 安岡正臣 歩兵大佐：1932年（昭和7年）1月9日 - 1935年3月15日[37]
- 三浦敏事 歩兵大佐：1935年（昭和10年）3月15日 - 1936年3月7日[38]
- 西村利温 工兵大佐：1936年（昭和11年）3月7日 - 1937年11月1日[39]
- 桜田武 歩兵大佐：1937年（昭和12年）11月1日- 1939年8月1日[40]
- 玉置温和 歩兵大佐：1939年（昭和14年）8月1日 - 1940年8月1日[41]
- 渡辺粂一 歩兵大佐：1940年（昭和15年）8月1日 - 1941年7月7日[42]
- 河越重定 大佐：1941年（昭和16年）7月7日 - 1942年4月1日[42]
- 川本芳太郎 大佐：1942年（昭和17年）4月1日 - 1942年12月4日[43]
- 馬淵逸雄 大佐：1942年（昭和17年）12月4日 - 1945年2月1日[44]
- 浜島厳郎 大佐：1943年（昭和20年）2月1日[45] - 1945年8月6日[46]
- 清水隆 大佐：1945年（昭和20年）9月7日[47] -

## 編制
- 歩兵第11連隊（広島）：佐々木五三大佐
- 歩兵第21連隊（浜田）：佐々木慶雄大佐
- 歩兵第42連隊（山口）：吉川章大佐
- 野砲兵第5連隊：中平峯吉大佐
- 捜索第5連隊：藤村信吉大佐
- 工兵第5連隊：後藤之敏中佐
- 輜重兵第5連隊：上木隆之大佐
- 第5師団通信隊：後藤好夫大尉
- 第5師団兵器勤務隊：守田晟大尉
- 第5師団衛生隊：寺松芳松少佐
- 第5師団第2野戦病院：呉羽新次軍医少佐
- 第5師団第4野戦病院：松下勲雄軍医中佐
- 第5師団経理勤務隊